# Санта-Мария-де-Витория
Собор Святой Марии (баск. Gasteizko Santa Maria katedrala, исп. Catedral de Santa María de Vitoria) — собор в городе Витория-Гастейс в провинции Алава, Страна Басков. Является сокафедральным собором епархии Витории.
Собор Святой Марии возвышается на холме над строениями старого города. Начало строительства датируется XIII веком, а возведение продолжалось в течение всего XIV века, полностью завершившись к XIX веку.
Здание возведено в готическом стиле. В плане оно представляет собой крест с широким трансептом и круговой апсидой. При соборе имеются несколько капелл. Фасад украшают статуи Девы Марии, святого Эгидия, святого Иакова, а также барельефы с изображением сцен Страшного Суда. Интерьер украшают росписи средневековых мастеров.
В 1496—1861 гг. храм был коллегиальной церковью, а с 1862 года после образования епархии Витории ему был присвоен статус собора.
В 1931 году собор включён в список Культурного интереса Испании. В 1960-х гг. в городе был построен Новый собор, возводившийся более полувека, и сегодня Санта-Мария-де-Витория в городе известен как Старый собор.